# Mono (album Leny Katiny)
Mono (ros. Моно) to drugi studyjny i pierwszy rosyjskojęzyczny album piosenkarki i autorki tekstów Leny Katiny. Został wydany 26 lipca 2019 roku przez jej własną wytwórnię, Katina Music Inc. Dystrybucją zajął się niezależny dystrybutor muzyki - believe music. Katina wyruszyła na swój pierwszy koncert uliczny, który odbył się tego samego dnia na Arbacie w Moskwie, by promować album. Piosenkarka współpracowała z wieloma muzykami i autorami ze swojej ojczyzny, Rosji, a także innych krajów słowiańskich, takich jak Ukraina i Wspólnota Niepodległych Państw.
Album zawiera mieszankę elementów muzyki lat 90. i nowoczesnego popu, odchodząc od rockowych brzmień swojego poprzednika, This Is Who I Am (2014). Album znalazł się na szczycie list przebojów ITunes w kilku krajach, takich jak Estonia, gdzie zajął pierwsze miejsce. Wszedł również na listy przebojów ITunes w Meksyku, gdzie zajął drugie miejsce, Malezji i Białorusi, gdzie zajął czwarte miejsce, oraz w jej ojczyźnie, Rosji, gdzie osiągnął piąte miejsce.

## Historia
Po wydaniu debiutanckiego albumu wizja Katiny, by zostać supergwiazdą na rynku zachodnim, upadła. Wróciła ona do Moskwy i zrobiła sobie przerwę, by skupić się na rodzinie – zwłaszcza na synu – Aleksandrze. W międzyczasie udało jej się nawiązać współpracę z kilkoma lokalnymi artystami ze swojego kraju. Dopiero w 2018 roku pojawiły się plotki, o tym że Katina zaczęła pracę nad swoim drugim albumem.
W wywiadzie dla Teleprogramma Katina powiedziała: „Rzeczywiście, mój pierwszy solowy album po rosyjsku niedługo się ukaże. Jestem z tego powodu niezwykle szczęśliwa, ponieważ kiedy mieszkałam w Ameryce, wszystko było pisane oczywiście po angielsku. Teraz jest po rosyjsku, ponieważ w tej chwili jestem w Rosji i nie zamierzam wyjeżdżać w najbliższej przyszłości. Chociaż szczerze mówiąc wcześniej też nie planowałem wyjeżdżać, po prostu tak się stało”.
29 czerwca Katina ogłosiła za pośrednictwem Instagrama, że jej nowy album będzie nazywał się "Моно", a także udostępniła listę utworów.
Kiedy piosenkarkę zapytano o znaczenie nazwy albumu, odpowiedziała: „Teraz jestem mono, ponieważ jestem sama; niezależna jako artystka solowa” – sugerując, że tak naprawdę nie jest już połową t.A.T.u.
Wydanie fizycznego albumu "Моно" zostało ogłoszone na relacji Katiny na Instagramie 18 października 2019 r. Ogłoszono również, że płyty CD będą limitowane - łącznie tylko 300 egzemplarzy. Sprzedawano go tylko na koncertach Katiny, które rozpoczęły się w Chile i Brazylii w listopadzie 2019 r. Jednak zanim Katina i jej zespół wydali format CD wspomnianego albumu, 31 lipca 2019 r. ogłoszono format mono-kasety.

## Single
3 marca 2018 roku ukazał się główny singiel z albumu zatytułowany „После Нас” („Po nas”). Jest to nostalgiczna dedykacja dla wspomnień piosenkarki z czasów, gdy była członkinią zespołu t.A.T.u. razem z drugą byłą już członkinią, Julią Wołkową.
„Косы” („Warkocze”) to drugi singiel z albumu, wydany 30 lipca 2018 r.
„Макдоналдс” („McDonald's”) to trzeci singiel z albumu wydany 12 września 2018 r. Piosenka została zainspirowana filmem z 2006 r. pod tytułem Candy.
Pod koniec roku piosenkarka wydała także kolejny singiel zatytułowany „Куришь” („Palisz”)
12 kwietnia 2019 roku Katina wydała singiel „Стартрек” („Star Trek”), a 9 czerwca „Моно” („Mono”).

## Krytyka
Mono otrzymało pozytywne recenzje od krytyków, zdobywając ocenę 7 na 10. Według Intermedia: „Wydawało mi się, że to Katina próbowała podkreślić swoją indywidualność w każdej piosence na albumie, ale w muzyce można usłyszeć pewien styl artystyczny t.A.T.u., oczywiście z niewielką różnicą. W szczególności nastoletni głos Leny prawie całkowicie zniknął z wokalu – stąd – to, co możemy teraz usłyszeć, to piękny głos dorosłej kobiety. Jej wokal trudno rozpoznać w trakcie słuchania, z jakiegoś powodu przyszły mi na myśl imiona Alisy Mon i Swietłany Władimirskiej”.
Mniej pochlebną recenzję opublikował portal Onet Muzyka:
"Album "Mono" to po prostu zbiór piosenek, które Lena Katina udostępniała na YouTubie przez ostatnie dwa lata. Ktoś wpadł na pomysł, by je wszystkie zebrać i wydać pod jednym szyldem. Szkoda, że tak naprawdę trudno określić, w jaką stronę wokalistka chciałaby iść dalej. Wszystko już było i tak naprawdę otrzymujemy jedynie dwie nowe piosenki, które zagorzali fani i tak mogą znać z wersji wykonywanych na żywo podczas koncertów."
W wywiadzie dla Teleprogramma piosenkarka broniła się, mówiąc: „Mono to nie tylko zbiór utworów – to filozofia życia, którą spaja jedna czerwona nić”.

## Lista utworów[11]
| Nr. | Lista utworów | Długość |
| --- | ------------- | ------- |
| 1   | Моно          | 3:15    |
| 2   | Ближе         | 3:22    |
| 3   | Косы          | 2:54    |
| 4   | Куришь        | 3:40    |
| 5   | Стартрек      | 4:03    |
| 6   | Мы Танцуем    | 3:15    |
| 7   | Макдоналдс    | 3:18    |
| 8   | После нас     | 3:17    |